# 古達米斯省
古達米斯省（阿拉伯语：‎）是利比亞一個已撤銷的省，現屬納盧特省，位於該國西部，西臨突尼西亞和阿爾及利亞。面積51,750平方公里。2003年人口19,000人。首府古達米斯。